# Christian Sewing

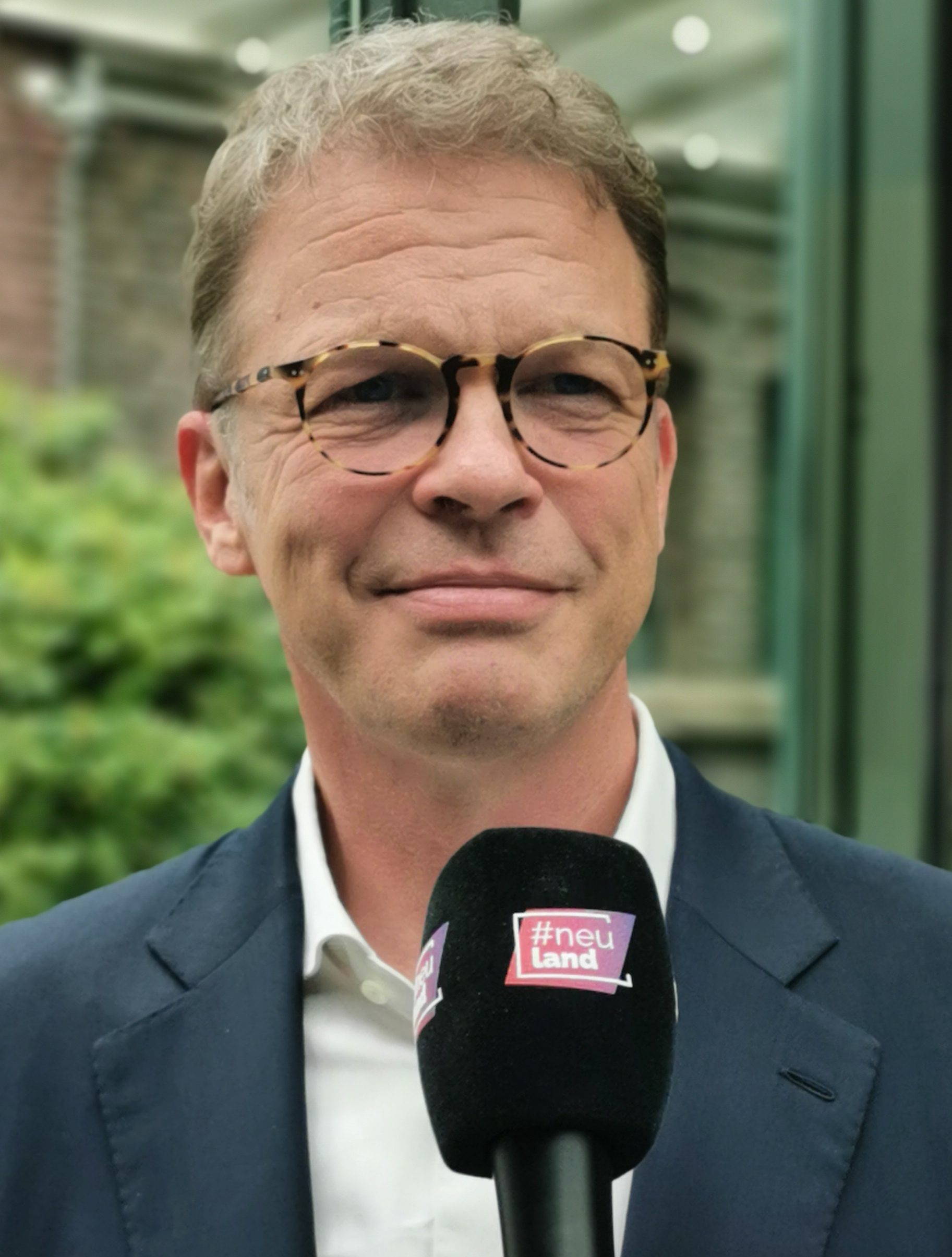
Christian Sewing (2023)

Christian Sewing (* 24. April 1970 in Bünde) ist ein deutscher Bankmanager. Er ist seit dem 1. Januar 2015 Mitglied des Vorstands der Deutschen Bank und seit dem 8. April 2018 dessen Vorsitzender.

## Leben

### Frühes Leben
Nach dem Abitur 1989 absolvierte Sewing eine Ausbildung zum Bankkaufmann bei der Deutschen Bank in Bielefeld, die er 1991 erfolgreich beendete. Anschließend studierte er berufsbegleitend Betriebswirtschaftslehre an den Bankakademie-Außenstellen in Bielefeld und Hamburg.
Von 1995 bis 2005 arbeitete Sewing in verschiedenen Funktionen im Firmenkundengeschäft und im Risikomanagement der Deutschen Bank mit Stationen in Singapur, Toronto, London, Tokio und Frankfurt am Main.
Von 2005 bis 2007 war Sewing Mitglied des Vorstands der Deutschen Genossenschafts-Hypothekenbank.
Im April 2007 ging Sewing zurück zur Deutschen Bank, wo er in den folgenden Jahren verschiedene Führungspositionen im Bereich Risikomanagement innehatte. Von 2012 bis 2013 war er Stellvertretender Risikochef und Leiter Risikomanagement. Zuvor, von 2010 bis 2012, war er Leiter der Kreditabteilung der Deutschen Bank.
Im Juni 2013 übernahm er die Funktion als weltweiter Leiter der Innenrevision (Audit) der Bank. In dieser Rolle war es unter anderem seine Aufgabe, die Manipulation von Zinssätzen (Libor) aufzuarbeiten, an der die Deutsche Bank wie viele andere internationale Großbanken beteiligt war.

### Berufung in den Vorstand
Zu Beginn des Jahres 2015 wurde Christian Sewing in den Vorstand der Deutschen Bank berufen. Dort war er zunächst für die Rechtsabteilung, den Krisenstab (Incident Management Group) und die Innenrevision verantwortlich. Im Juli 2015 wurde ihm dann die Verantwortung für das Privat- und Firmenkundengeschäft übertragen. In dieser Rolle brachte Sewing einen radikalen Umbau des Privatkundengeschäfts auf den Weg, in dessen Mittelpunkt eine Verkleinerung des Filialnetzes bei gleichzeitigem Ausbau der Beratung sowie digitaler Angebote für Privatkunden in Deutschland stand.
Im März 2017 wurden Christian Sewing und Marcus Schenck, der damals im Vorstand für die Investmentbank verantwortlich war, zu stellvertretenden Vorstandsvorsitzenden der Deutschen Bank ernannt.

### Vorstandsvorsitzender der Deutschen Bank
Am 8. April 2018 trat er als Nachfolger von John Cryan das Amt als Vorstandsvorsitzender der Deutschen Bank an.
Im Frühjahr 2019 führte die Deutsche Bank unter Sewings Leitung Gespräche mit der Commerzbank über einen Zusammenschluss, die aber nach einigen Wochen wieder beendet wurden. Knapp drei Monate später, am 7. Juli 2019, kündigte die Deutsche Bank einen umfassenden Konzernumbau an, der neben dem Abbau tausender Stellen auch den Rückzug aus dem Aktienhandel sowie eine operative Neuaufstellung in vier Geschäftsbereiche vorsah: der Unternehmensbank, der Investmentbank, der Privatkundenbank und der Vermögensverwaltung (Asset Management).
Nachdem die Deutsche Bank das Jahr 2019 mit einem Nettoverlust von 5,3 Milliarden Euro abgeschlossen hatte, brachte Sewings Umbau die Deutsche Bank in den Folgejahren wieder auf die Erfolgsspur. 2020 gelang ihr mit einem Nachsteuerergebnis von 624 Millionen Euro die Rückkehr in die Gewinnzone, 2021 erreichte sie ein Nettoergebnis von 2,5 Milliarden Euro, den höchsten Gewinn binnen eines Jahrzehnts.
Sewings Vertrag als Vorstandsvorsitzender wurde im März 2021 vorzeitig bis zum April 2026 verlängert.

### Privates
Im Dezember 2020 gab Sewing die Trennung von seiner Frau Barbara bekannt. Sie haben zusammen vier Kinder.

## Lobbytätigkeiten
Eine Woche nach seiner Berufung zum Chef der Deutschen Bank wurde Sewing in den Vorstand sowie das Präsidium des Bundesverbands deutscher Banken gewählt. Auch dort trat er die Nachfolge von Cryan an. Am 19. April 2021 wählten die BDB-Mitglieder Sewing zum neuen Präsidenten des Verbands als Nachfolger von Hans-Walter Peters.
Sewing ist Präsidiumsmitglied der Lobbyorganisation Wirtschaftsrat der CDU.

## Vorwurf unentdeckter Geldwäsche
Die Deutsche Bank zahlte im Jahr 2017 mehr als 600 Millionen US-Dollar im Rahmen eines Vergleiches an die Behörden in den USA und Großbritannien. Bei der Bank waren Mirror Trades auffällig geworden – ein System, mit dem zwischen 2011 und 2015 Milliarden aus Russland und anderen Staaten der ehemaligen Sowjetunion über Aktienkäufe und Verkäufe ins westliche Finanzsystem geschleust wurden. Bestandteil des Systems ist, dass Aktien mit Rubel gekauft und noch am gleichen Tag in Dollar wieder verkauft werden. Mirror Trades müssen nicht illegal sein, sie werden für Transaktionen ins Ausland genutzt, aber häufig auch zur Geldwäsche. Zehn Milliarden US-Dollar aus dubiosen Geschäften flossen so auf den internationalen Finanzmarkt. Wie inoffiziell veröffentlichte Unterlagen der US-Finanzaufsicht zeigen, handelte es sich dabei unter anderem um Geld russischer Oligarchen. Wesentlich involviert waren die Deutsche-Bank-Filialen in Moskau und London.
Christian Sewing war bis 2014 Chef der internen Revision und u. a. für Russlandgeschäfte verantwortlich. Seine Abteilung bemerkte in einem Audit keine Regelverstöße. Die Bank erklärte hierzu, dass Sewing keine direkte oder indirekte Verbindung zu der Prüfung gehabt habe.